# Deutsche Unihockey-Kleinfeldmeisterschaft 2010 (Frauen)
Die deutsche Unihockey-Kleinfeldmeisterschaft der Frauen 2010 wurde am 29. und 30. Mai 2010 in Kiel (Schleswig-Holstein) ausgespielt. Acht Mannschaften hatten sich zuvor für die Finalrunde qualifiziert und spielten in zunächst zwei Vorrundengruppen um den Einzug in das Halbfinale. Im Finale gewann der TV Eiche Horn Bremen mit 7:1 gegen den ETV Hamburg.

## Vorrunde

### Gruppe A
| Verein                | Sp | S | U | N | +  | -  | Pkt |
| --------------------- | -- | - | - | - | -- | -- | --- |
| TV Eiche Horn Bremen  | 3  | 3 | 0 | 0 | 28 | 11 | 6   |
| SG Dümpten/Refrath    | 3  |   |   |   |    |    |     |
| TSV Neuwittenbek      | 3  |   |   |   |    |    |     |
| Kieler Floorball Klub | 3  |   |   |   |    |    |     |

Spiele:
```
1. Runde
Eiche Horn – Dümpten/Refrath 8:5
Neuwittenbek – Kiel 4:1
2. Runde:
Eiche Horn – Kiel 5:3
n.
 
b.
3. Runde:
Eiche Horn – Neuwittenbek 15:3
n.
 
b.
```

### Gruppe B
| Verein      | Sp | S | U | N | +  | - | Pkt |
| ----------- | -- | - | - | - | -- | - | --- |
| ETV Hamburg | 3  | 3 | 0 | 0 |    |   | 6   |
| ASV Köln    | 3  | 2 | 0 | 1 | 12 | 9 | 4   |
|             | 3  |   |   |   |    |   |     |
|             | 3  |   |   |   |    |   |     |

Spiele:
```
1. Runde:
Hamburg – Barkelsby 15:1
Köln – Ingolstadt 7:0
2. Runde:
Köln – Barkelsby 3:1

n.
 
b.

3. Runde:
Hamburg – Köln 8:2

n.
 
b.
```

## Finalrunde
Halbfinale
| TV Eiche Horn Bremen | 10 | – | 0 | ASV Köln           | 30. Mai 2010 | 09:00 Uhr |
| ETV Hamburg          |    | – |   | SG Dümpten/Refrath | 30. Mai 2010 |           |

### Kleines Finale
| ASV Köln | 6 | – | 3 | SG Dümptener Füchse/TV Refrath | 30. Mai 2010 |

### Finale
| TV Eiche Horn Bremen | 7 | – | 1 | ETV Hamburg | 30. Mai 2010 |

## Meisterkader
Eiche Horn Bremen spielte beim Endrundenturnier mit: Freya Mordhorst (T) – Lina Werpup (K) – Mara Lüddens – Frauke Overlander – Julia Langosz – Ina Winkler – Leonie Plümpe – Nina Pfelzer – Anita Parey – Leonie Kijewski – Nina Kamprad – Lydia Buchal – Anne Werpup – Daniel Teetz (Trainer) – Jan-Paul Gersdorf (Co-Trainer).

## Endplatzierungen
| Kleinfeldmeisterschaft 2010 (Frauen) | Kleinfeldmeisterschaft 2010 (Frauen) |
| ------------------------------------ | ------------------------------------ |
| Platz 1                              | TV Eiche Horn Bremen                 |
| Platz 2                              | ETV Hamburg                          |
| Platz 3                              | ASV Köln                             |
| Platz 4                              | SG Dümpten/Refrath                   |
| Platz 5                              | TSV Neuwittenbek                     |
| Platz 6                              | ESV Ingolstadt                       |
| Platz 7                              | Kieler Floorball Klub                |
| Platz 8                              | Barkelsbyer TV                       |

## Scorerwertung
Die Scorerwertung gewann die 16-jährige Larissa Kühn vom TV Refrath.